# Акбаров, Икрам Ильхамович
Икрам Ильхамович Акбаров (узб. Ikrom Ilhom oʻgʻli Akbarov; 1 марта 1921, Ташкент, Киргизская АССР, РСФСР, СССР — 18 декабря 2011, Ташкент, Узбекистан) — узбекский композитор. Народный артист Узбекской ССР (1981).
Один из первых авторов музыки к узбекским фильмам.

## Биография
Родился 1 марта 1921 года в Ташкенте.
Творческую деятельность начал в 1941 году.
В 1945 году окончил Ташкентскую консерваторию.
В 1950 году — Ленинградскую консерваторию по классу композиции у В. В. Волошинова и в 1950—1953 годах обучался в аспирантуре Ленинградской консерватории.
В 1954—1957 годах преподавал теоретические предметы в Ташкентской консерватории.
Среди его произведений: музыкальные драмы; оратория; вокально-симфоническая поэма; кантата; симфонические картинки и рассказы; концерт для скрипки с оркестром; пьесы для фортепиано; романсы и песни; музыка к драматическим спектаклям и фильмам.
В кино впервые выступил в 1957 году в фильме «Во имя счастья».
Умер 18 декабря 2011 года в Ташкенте.

## Награды и звания
- орден «Знак Почёта» (18.03.1959)[2]
- Заслуженный деятель искусств Узбекской ССР (13.11.1964)[3]
- Народный артист Узбекской ССР (1981).